# Sainte-Dode
Sainte-Dode is een gemeente in het Franse departement Gers (regio Occitanie) en telt 238 inwoners (1999). De plaats maakt deel uit van het arrondissement Mirande.

## Geografie
De oppervlakte van Sainte-Dode bedraagt 18,9 km², de bevolkingsdichtheid is 12,6 inwoners per km².
De onderstaande kaart toont de ligging van Sainte-Dode met de belangrijkste infrastructuur en aangrenzende gemeenten.

## Demografie
Onderstaande figuur toont het verloop van het inwonertal (bron: INSEE-tellingen).